# Марьянович, Тадеуш Павлович
Марьянович Тадеуш Павлович (25 мая 1932, Днепропетровск — 9 октября 2014, Киев) — учёный в области кибернетики и вычислительной техники, ветеран Института кибернетики имени. М. Глушкова НАНУ, член-корреспондент НАН Украины. Его научные труды посвящены разработке и применению компьютерной имитации моделей сложных процессов различной физической природы, автоматизации проектирования новой техники, разработке языков высокого уровня

## Биография
Тадеуш Марьянович родился 25 мая 1932 г. в рабочей семье в г. Днепропетровске. В течение 1951—1956 годов был студентом механико-математического факультета Киевского государственного университета им. Т. Г. Шевченко. Первая научная работа была создана под руководством профессора Г .Е. Шилова, 1952 года. Эту работу воспроизведен в журнале «Кругозор» (№ 6 (14) за 2008 г.).
Окончив университет в 1956 г., получил назначение в Лабораторию вычислительной техники Института математики АН УССР . Выполняя исследования обработка данных стендовых испытаний ракетных двигателей, он получил первые навыки работы с вычислительной машиной. С 1957 г. Тадеуш Павлович учился в аспирантуре у академика Б. В. Гнеденко. В 1963 г. защитил кандидатскую диссертацию.
В 1964 году Марьянович Т. П. по конкурсу был зачислен на должность старшего научного сотрудника Института кибернетики АН УССР, работал в руководимом академиком Глушковым В. М. отделе теории цифровых автоматов, выполняя обязанности заместителя заведующего отдела. Его исследования в этот период касались приложений моделей массового обслуживания к изучению процессов взаимодействия между компонентами ЭВМ.
В 1965 г. Т. П. Марьянович возглавил созданную при отделе теории цифровых автоматов (руководил отделом академик В. М. Глушков) лабораторию методов системного моделирования, которая впоследствии была реорганизована в научный отдел. По поручению академика Глушкова В. М. в этом отделе была разработана и реализована на машинах класса М-20 первая в тогдашнем Советском Союзе программная система для имитационного моделирования сложных дискретных систем, которая получила широкие применение в практике проектирования технических систем различного назначения. В составе авторского коллектива цикла работ по проблемам моделирования и стохастической оптимизации Марьянович Т. П.
В 1973 году был отмечен Государственной премией УССР. В дальнейшем выполняемые Марьяновичем комплексы прикладных работ, выполненных совместно с российскими партнерами, были отмечены Премией Совета Министров СССР в 1981 году и Государственной премии СССР в 1986 году.
В 1982—1984 гг. он был директором Специального конструкторского бюро математических машин и систем.
В 1985 г. он защитил диссертацию на соискание ученой степени доктора технических наук, а в 1988 г. получил звание профессора. В 1992 г. он избран членом-корреспондентом НАН Украины.

## Педагогическая и общественная деятельность
Работы Марьянович по созданию инструментальных средств для имитационного моделирования были распространены на сложные системы, включающие в себя как дискретные, так и непрерывные компоненты.
Результатом этих исследований стала реализована на машинах класса БЭСМ — программная система, позволяющая имитировать процессы функционирования сложных объектов в промышленности, на транспорте, в ракетно-космической и военной отраслях. Марьянович Т. П. и руководимый им коллектив сотрудников выполняли также значительный объём исследований по оценке качества функционирования сложных систем в различных отраслях науки и техники.
В течение 8 лет работал на должности заместителя директора Института кибернетики им. В. М. Глушкова НАН Украины.
Научное наследие Т. П. Марьяновича составляет свыше 100 научных трудов, опубликованных в ведущих научных изданиях.

## Награды и звания
- заслуженный деятель науки и техники Украины (1992)
- член-корреспондент НАН Украины (1992)
- Почетная грамота Президиума Верховного Совета УССР (1980)
- Почетная грамота Министерства образования Российской Федерации (2003)
- Почетная грамота Министерства науки и образования Украины (2007)
- Премия им. В. М. Глушкова Президиума АН УССР (1989)
- лауреат премии Совета Министров СССР (1981)
- лауреат Государственной премии СССР (1986)